# Seznam českých funkcionalistických architektů
Tento seznam zahrnuje architekty období funkcionalismu pocházejících z českých zemí nebo zde působících.

## Funkcionalističtí architekti
- Hermann Abeles
- A. Ackermann (též konstruktivismus)
- Theodor Bach
- Bruno Bauer
- Stanislav Bechyně
- Adolf Benš
- František Buldra (též secese)
- Friedrich Ehrmann
- Leopold Ehrmann
- Otto Eisler
- Rudolf Eisler
- Paul Engelmann
- Heinrich Fanta
- Theodor Fischer
- Jaroslav Fragner
- Adolf Foehr
- Emil von Förster
- Bohuslav Fuchs
- Victor Fürth
- František Lydie Gahura
- Friedrich Gerstl
- Max Gerstl
- Hubert Gessner
- Jan Gillar
- Josef Gočár (též kubismus)
- Otto Glass
- Otto Grams
- Jacques Groag
- Karel Hannauer ml.
- Josef Havlíček
- Rudolf Hildebrand
- Ludvík Hilgert
- Karel Honzík
- Emanuel Hruška
- Franz Hruschka
- Karel Chochola
- Pavel Janák (též kubismus)
- Karl Jaray
- Victor Kafka
- Vladimír Karfík
- Erwin Katona
- Kauder und Weisskopf
- Zikmund Kerekes (Ašer Chiram)
- Friedrich Kick
- Otto Klein
- Karl Kohn
- Otto Kohn
- Paul Albert Kopetzky
- Bohumír Kozák
- Ladislav Kozák
- Zdenko Kral
- Josef Kranz
- Jaromír Krejcar
- Jiří Kroha
- Victor Lampl a Otto Fuchs
- Fritz Lehmann
- Evžen Linhart
- Adolf Loos
- Ladislav Machoň
- Josef Marek
- Josef Melan
- Alois Metelák
- Möse, podnikatelství staveb
- J. R. Moschner
- Ernst Mühlstein
- Franz Hubert Neugebauer a Josef Richard Neugebauer
- Alexander von Neumann
- Otakar Novotný
- Oscar a Elli Oehler
- Friedrich Ohmann
- Karl E. Ort
- Bruno Paul
- Artur Payr
- Václav Pilc
- J. L. Pleschinger
- Alfred Pollak
- Felix Quetting
- Martin Reiner
- Eugen Rosenberg
- Alexander Rott
- Bruno Rücker
- Karel Řepa
- Otto Schöntahl
- Alfred Schwarz
- Berthold Schwarz
- Karl Simon
- Kurt Spielmann
- Max Spielmann
- Wilhelm Stiassny
- Karl Stiegler
- Jaroslav Stránský
- Paul Sydow
- bratři Čestmír a Lubomír Šlapetové
- František Josef Thomayer (zahradní architekt)
- Jan Víšek
- Emil Weichert
- Rudolf Weiser
- Rudolf Wels
- Ernst Wiesner
- Rudolf Winternitz
- Josef Zasche
- František Zelenka
- Otto Zucker
- Ladislav Žák
- Berty Vojtěch Ženatý